# Limbă națională
Limba națională a unei țări este limba vorbită de majoritatea poporului, însă aceasta nu trebuie să fie neapărat limba oficială, deși acest lucru se întâmplă de cele mai multe ori.
Spre exemplu, în Marele Ducat al Luxemburgului nu există vreo limbă oficială, ci o limbă națională, luxemburgheza, și două limbi administrative. Pe lângă cele două limbi administrative curente, limba națională poate fi și ea administrativă, însă nu în mod obligatoriu. 
Un alt exemplu este al Statelor Unite ale Americii unde nu exista o limbă oficială de jure, deoarece limba engleză era considerată că este de facto și limbă națională și limbă oficială. În urma creșterii masive a ponderii populației hispanofone, din 1981 a început o campanie de impunere prin lege a limbii engleze ca limbă oficială. Până în prezent, în 25 de state ale SUA au fost adoptate legi care proclamă limba engleză ca limbă oficială. În celelalte state ale SUA, discuțiile continuă. 